# Full Variable Quality
FVQ staat voor: Full Variable Quality.
Dit waren de schokdempers van de Honda CX 500 motorfietsen (vanaf 1977), die zich aanpasten aan de belasting. Later ook op andere modellen toegepast.